# 农萨尔-拉马尔什
农萨尔-拉马尔什（法語：Nonsard-Lamarche，法語發音：[nɔ̃saʁ lamaʁʃ]）是法国默兹省的一个市镇，属于科梅尔西区。

## 地理
农萨尔-拉马尔什（48°55'52"N, 5°45'45"E）面积18.18 平方千米，位于法国大東部大區默兹省，该省份为法国西北部内陆省份，北与比利时接壤，西接马恩省和阿登省，南至上马恩省和孚日省，东临默尔特-摩泽尔省。
与农萨尔-拉马尔什接壤的市镇（或旧市镇、城区）包括：帕讷、瓦夫尔地区伯内、比克西耶尔-苏莱科特、厄迪库尔苏莱科特、里什库尔、维尼厄勒-莱阿通沙泰勒。

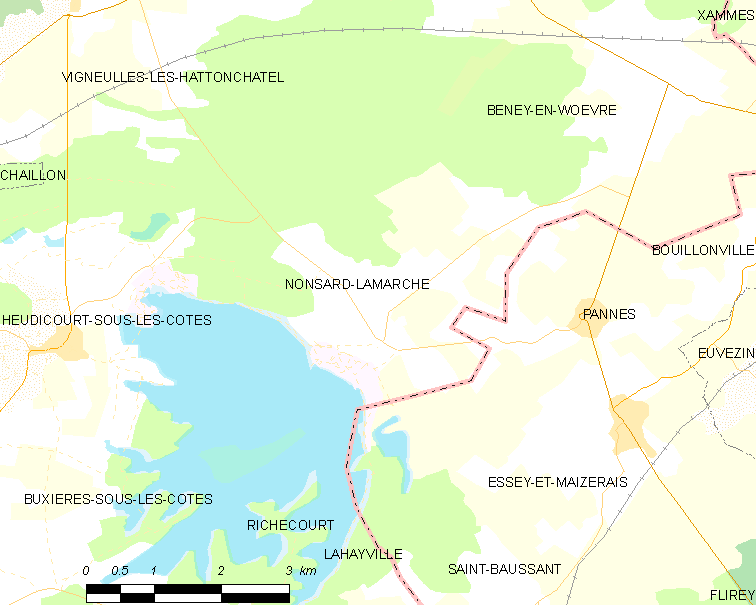
农萨尔-拉马尔什的OSM定位图

农萨尔-拉马尔什的时区为UTC+01:00、UTC+02:00（夏令时）。

## 行政
农萨尔-拉马尔什的邮政编码为55210，INSEE市镇编码为55386。

## 政治
农萨尔-拉马尔什所属的省级选区为圣米耶勒县。

## 人口

1962-2008年间农萨尔-拉马尔什人口变化图示

农萨尔-拉马尔什于2022年1月1日时的人口数量为225人。